# Щецин-Столчин (станция электрички)
«Щецин-Столчин» (до 2020 года Щецин Глинки) — грузовая железнодорожная станция и планируемая пассажирская станция Щецинской метрополийной электрички. Расположится в округу Столчин, по котором и получила своё название. Открытие реконструированной станции запланировано на 2022 год.

## История
Станция была открыта в 1898 году. После закрытия железнодорожной линии на Полице для пассажирских перевозок 30 сентября 2002 года, станция служит только как грузовая.

## Проектирование
В рамках модернизации станции Щецин-Столчин планируется реконструкцию платформ и подземного перехода, строительство стоянок для автомобилей и велосипедов.